# Отономи (1902)
Вижте пояснителната страница за други значения на Автономия.
„Отономи“ (на френски: L’Autonomie, в превод Автономия) е вестник, издаван два пъти в месеца от Националния комитет за автономия на Македония и Албания в Лондон. Вестникът се издава под мотото „Македония на македонците и Албания на албанците“. Вестникът е издаван от Стефан Дамчев, а редактор е А. Лазаревич (Чернуцки). В първи брой на вестника е публикувана програмната концепия към султана, съдържаща 12 точки. По-важните от тези точки е искане на автономия за Македония и по-точно за Косовския, Битолския и Солунския вилает и автономия за Албания в рамките на Скадарския (Шкодренския) и Янинския вилает. От вестника са издадени 5 броя на френски и английски език. Към първите три броя на вестника се печата и вестник „Eastern European Review“.